# Jagoče
Jagoče so naselje v Občini Laško.